# اندروز نورتن
اندروز نورتن (بالإنجليزية: Andrews Norton)‏ هو أمين مكتبة أمريكي، ولد في 31 ديسمبر 1786 في هينغهام في الولايات المتحدة، وتوفي في 18 سبتمبر 1853 في نيوبورت في الولايات المتحدة.